# Darlington (Carolina del Sud)
Darlington è una città degli Stati Uniti d'America, capoluogo della Contea di Darlington, nello stato della Carolina del Sud.